# Делта блуз
Делта блуз је један од најранијих стилова блуз музике. Настао у делти Мисисипија, на подручју САД који се протеже од Мемфиса, Тенеси на северу до Виксбурга, Мисисипи на југу, Хелине, Арканзас на западу и до реке Јазу на истоку. Делта Мисисипија је позната и по својом плодном тлу и свом сиромаштву. Гитара и усна хармоника су доминантни инструменти који се користе, а слајд гитара (обично на стил гитара) је заштитни знак стила. Стилови певања варирају од лаганих и смирених до страствених и ватрених. Делта блуз се сматра за регионалну варијацију кантри блуза.

## Порекло
Иако је делта блуз свакако постојао у једном или другом облику на прелазу из 20. века, када је први пут снимано у касним 1920-их, када су издавачке куће схватиле потенцијал Афро-америчког тржишта у Race record. Велике музичке компаније су произвеле најраније снимке и састојали су се углавном од једне особе којаје певала и свирала инструмент; међутим, употреба бенда била је уобичајена током концерата. Тренутно влада уверење да је Фреди Спруел био први делта блуз уметник који је снимио плочу, након што је снимио Milk Cow Blues у Чикагу у јуну 1926. "Ловци на таленте" издавачких кућа су неке од ових раних снимака на "излетима" на југу; Међутим, издавачи су позвали неке од делта блуз извођача да путују у северне градове на снимање. Према Dixon & Godrich (1981), Томи Џонсона и Ишмон Бресија је снимила компанија Victor на другом излету те компаније у Мемфис, 1928. Роберт Вилкинс је први пут снимио "Victor" у Мемфису 1928. и Биг Џо Вилијамса и Гарфилд Акерса, такође у Мемфису (1929) компанија Brunswick/Vocalion.